# Aretha Franklin Sings the Great Diva Classics
| Críticas profissionais                                                      | Críticas profissionais |
| Pontuações agregadas                                                        | Pontuações agregadas   |
| Fonte                                                                       | Avaliação              |
| --------------------------------------------------------------------------- | ---------------------- |
| Metacritic                                                                  | 66/100                 |
| Avaliações da crítica                                                       |                        |
| Fonte                                                                       | Avaliação              |
| Associated Press                                                            | Positivo               |
| Financial Times                                                             | [ 3 ]                  |
| Billboard                                                                   | [ 4 ]                  |
| Esta tabela precisa de ser acompanhada por texto em prosa. Consulte o guia. |                        |

Aretha Franklin Sings the Great Diva Classics é o trigésimo oitavo e último álbum de estúdio da cantora americana Aretha Franklin, lançado em 17 de outubro de 2014. Possui dez covers de canções que ficou famosa por alguma cantora. Esta é a primeira gravação de Aretha para RCA Records e seu primeiro álbum de estúdio a ser lançado sob uma grande gravadora em 11 anos - desde o lançamento de seu álbum de estúdio de 2003, So Damn Happy, lançado pelo selo da Arista.
É também seu primeiro álbum, desde 1998, a ser produzido por Clive Davis, seu ex-chefe também da Arista Records. Davis chamou o álbum de "pura e simplesmente sensacional" e disse que de Aretha Franklin "está pegando fogo e vocalmente em uma forma absolutamente no pico. Que emoção de ver a artista inigualável ainda mostrando o caminho, ainda provocando arrepios na espinha, ainda demonstrando que toda a música contemporânea precisa agora é a voz, e que voz". A produção do álbum inclui produtores André 3000, Clive Davis, Antonio Dixon, Kenny "Babyface" Edmonds, Terry Hunter, Eric Kupper, Harvey Mason, Jr., Dapo Torimiro, Wayne Williams, entre outros.
O primeiro single do álbum é um cover da cantora Adele, "Rolling in the Deep", intitulado como "Rolling in the Deep (The Aretha Version)", que também inclui uma parte das letras do hit de Marvin Gaye e Tammi Terrell, "Ain't No Mountain High Enough". O single estreou na 47ª posição na Billboard Hot R&B/Hip-Hop Songs. Aretha torna-se assim a primeira mulher, e quarta artista global, que colocou 100 músicas do gráfico, com sua primeira entrada na Billboard com seu primeiro single "Today I Sing The Blues", em 1960.

## Desempenho comercial
O álbum, em si, estreou no 13ª posição na Billboard 200 nos Estados Unidos, vendendo 23.000 cópias em sua primeira semana. O álbum é o décimo sexto Top 20 de Aretha Franklin e seu primeiro desde o álbum Who's Zoomin' Who? (1985). O álbum também estreou no número três na Billboard Top R&B/Hip-Hop Albums.
Internacionalmente o álbum também se tornou um sucesso, gráficos dentro do Top 40 em cinco países. No Reino Unido, ele estreou na 32ª posição e se tornou o álbum mais bem sucedido de Franklin desde o álbum Soul '69 (1969), que alcançou a nona posição.

## Lista de faixas
| N.º | Título                                                                               | Producer(s)                                          | Duração |  |
| 1.  | "At Last" (originalmente apresentado por Etta James)                                 |                                                      | 3:53    |  |
| 2.  | "Rolling in the Deep (The Aretha Version)" (originalmente apresentado por Adele)     | Kenny "Babyface" Edmonds [ 10 ] Antonio Dixon [ 10 ] | 4:00    |  |
| 3.  | "Midnight Train to Georgia" (originalmente apresentado por Gladys Knight & the Pips) |                                                      | 4:21    |  |
| 4.  | "I Will Survive (The Aretha Version)" (originalmente apresentado por Gloria Gaynor)  |                                                      | 4:31    |  |
| 5.  | "People" (originalmente apresentado por Barbra Streisand)                            |                                                      | 4:04    |  |
| 6.  | "No One" (originalmente apresentado por Alicia Keys)                                 |                                                      | 4:01    |  |
| 7.  | "I'm Every Woman" / "Respect" (originalmente apresentado por Chaka Khan)             |                                                      | 4:56    |  |
| 8.  | "Teach Me Tonight" (originalmente apresentado por Dinah Washington)                  | Edmonds [ 11 ] Dapo Torimiro [ 11 ]                  | 2:41    |  |
| 9.  | "You Keep Me Hangin' On" (originalmente apresentado por The Supremes)                |                                                      | 4:41    |  |
| 10. | "Nothing Compares 2 U" (originalmente apresentado por The Family)                    | André "3000" Benjamin                                | 4:17    |  |

Notes
- "Rolling in the Deep (The Aretha Version)" contém uma interpolação de "Is Not No Mountain High Enough" por Marvin Gaye e Tammi Terrell.
- "I Will Survive (The Aretha Version)" contém uma interpolação de "Survivor" por Destiny's Child.

## Desempenho nas tabelas musicais
| Tabela musical (2014)                   | Melhor posição |
| --------------------------------------- | -------------- |
| Austrália (ARIA)                        | 30             |
| Bélgica (Ultratop Flandres)             | 81             |
| Bélgica (Ultratop Valônia)              | 46             |
| Países Baixos (Dutch Charts)            | 49             |
| França (SNEP)                           | 44             |
| Itália (FIMI)                           | 16             |
| Espanha (PROMUSICAE)                    | 26             |
| Suíça (Schweizer Hitparade)             | 30             |
| Reino Unido (UK Albums Chart)           | 32             |
| Estados Unidos (Billboard 200)          | 13             |
| Estados Unidos (Top R&B/Hip Hop Albums) | 3              |